# Gamarde-les-Bains
Gamarde-les-Bains (Gamarde, en occitan) est une commune française située dans le département des Landes en région Nouvelle-Aquitaine.
Ses habitants sont appelés les Gamardais.

## Géographie

### Localisation
Commune située dans la Chalosse.

### Communes limitrophes
Les communes limitrophes sont  Cassen, Goos, Hinx, Louer, Montfort-en-Chalosse, Nousse, Poyanne, Poyartin, Préchacq-les-Bains et Saint-Geours-d'Auribat.
| Louer, Préchacq-les-Bains | Cassen            | Saint-Geours-d'Auribat, Poyanne |
| Goos                      | Gamarde-les-Bains | Nousse                          |
| Hinx                      | Poyartin          | Montfort-en-Chalosse            |

### Climat
Pour des articles plus généraux, voir Climat de la Nouvelle-Aquitaine et Climat des Landes.
Historiquement, la commune est exposée à un climat océanique aquitain.  
En 2020, Météo-France publie une typologie des climats de la France métropolitaine dans laquelle la commune est exposée à un climat océanique et est dans la région climatique  Aquitaine, Gascogne, caractérisée par une pluviométrie abondante au printemps, modérée en automne, un faible ensoleillement au printemps, un été chaud (19,5 °C), des vents faibles, des brouillards fréquents en automne et en hiver et des orages fréquents en été (15 à 20 jours).
Pour la période 1971-2000, la température annuelle moyenne est de 13,3 °C, avec une amplitude thermique annuelle de 14 °C. Le cumul annuel moyen de précipitations est de 1 217 mm, avec 12,2 jours de précipitations en janvier et 7,7 jours en juillet. Pour la période 1991-2020, la température moyenne annuelle observée sur la station météorologique la plus proche, située sur la commune de Bégaar à 11 km à vol d'oiseau, est de 13,8 °C et le cumul annuel moyen de précipitations est de 1 114,1 mm,. Pour l'avenir, les paramètres climatiques de la commune estimés pour 2050 selon différents scénarios d’émission de gaz à effet de serre sont consultables sur un site dédié publié par Météo-France en novembre 2022.

## Urbanisme

### Typologie
Au 1er janvier 2024, Gamarde-les-Bains est catégorisée commune rurale à habitat dispersé, selon la nouvelle grille communale de densité à sept niveaux définie par l'Insee en 2022.
Elle est située hors unité urbaine. Par ailleurs la commune fait partie de l'aire d'attraction de Dax, dont elle est une commune de la couronne,. Cette aire, qui regroupe 60 communes, est catégorisée dans les aires de 50 000 à moins de 200 000 habitants,.

### Occupation des sols

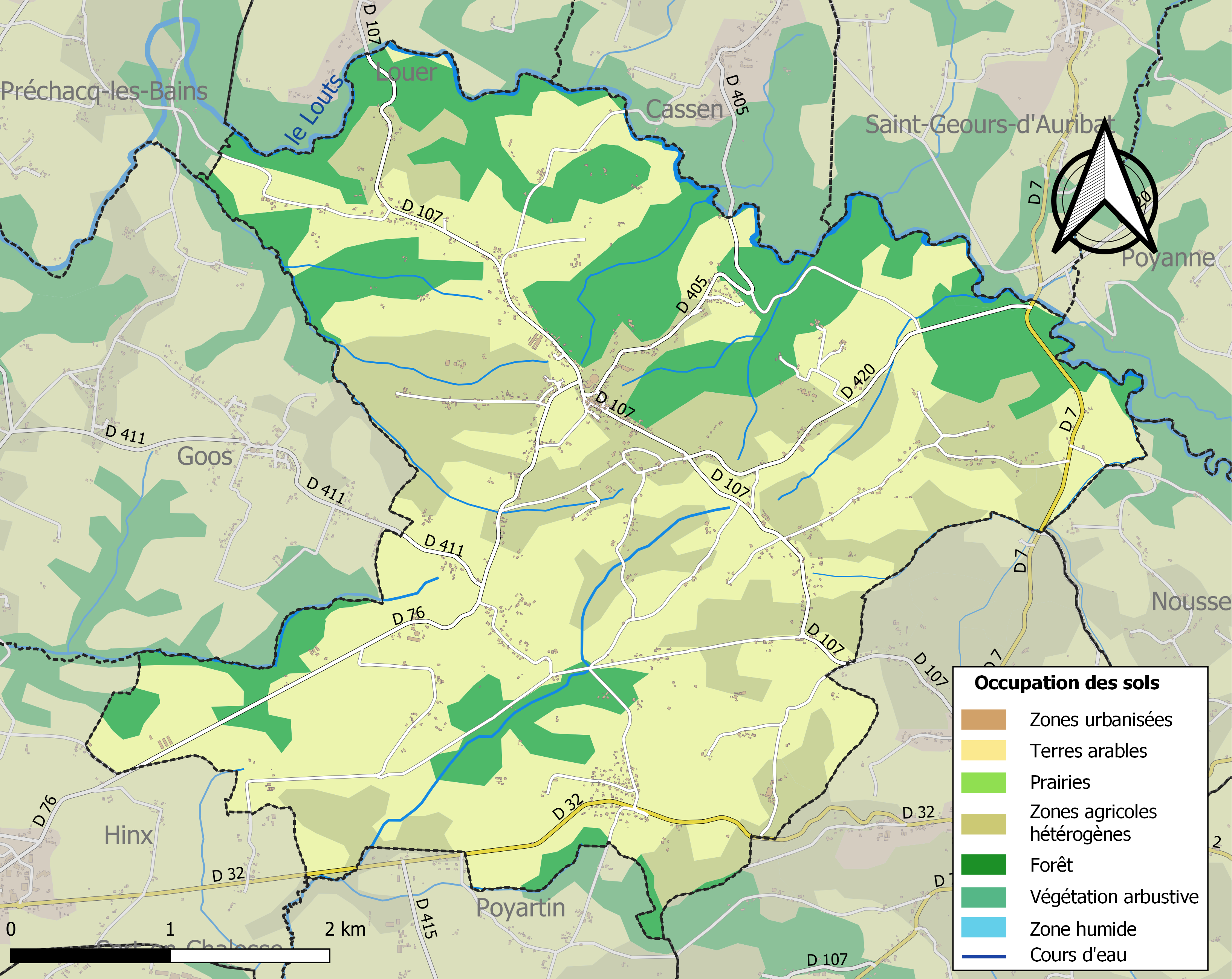
Carte des infrastructures et de l'occupation des sols de la commune en 2018 (CLC).

L'occupation des sols de la commune, telle qu'elle ressort de la base de données européenne d’occupation biophysique des sols Corine Land Cover (CLC), est marquée par l'importance des territoires agricoles (76,1 % en 2018), en augmentation par rapport à 1990 (64,3 %). La répartition détaillée en 2018 est la suivante : terres arables (52,1 %), zones agricoles hétérogènes (24,1 %), forêts (23,9 %). L'évolution de l’occupation des sols de la commune et de ses infrastructures peut être observée sur les différentes représentations cartographiques du territoire : la carte de Cassini (XVIIIe siècle), la carte d'état-major (1820-1866) et les cartes ou photos aériennes de l'IGN pour la période actuelle (1950 à aujourd'hui).

### Risques majeurs
Le territoire de la commune de Gamarde-les-Bains est vulnérable à différents aléas naturels : météorologiques (tempête, orage, neige, grand froid, canicule ou sécheresse), inondations, mouvements de terrains et séisme (sismicité faible). Un site publié par le BRGM permet d'évaluer simplement et rapidement les risques d'un bien localisé soit par son adresse soit par le numéro de sa parcelle.
Certaines parties du territoire communal sont susceptibles d’être affectées par le risque d’inondation par débordement de cours d'eau, notamment le Louts. La commune a été reconnue en état de catastrophe naturelle au titre des dommages causés par les inondations et coulées de boue survenues en 1983, 1999 et 2009,.
Les mouvements de terrains susceptibles de se produire sur la commune sont des tassements différentiels.

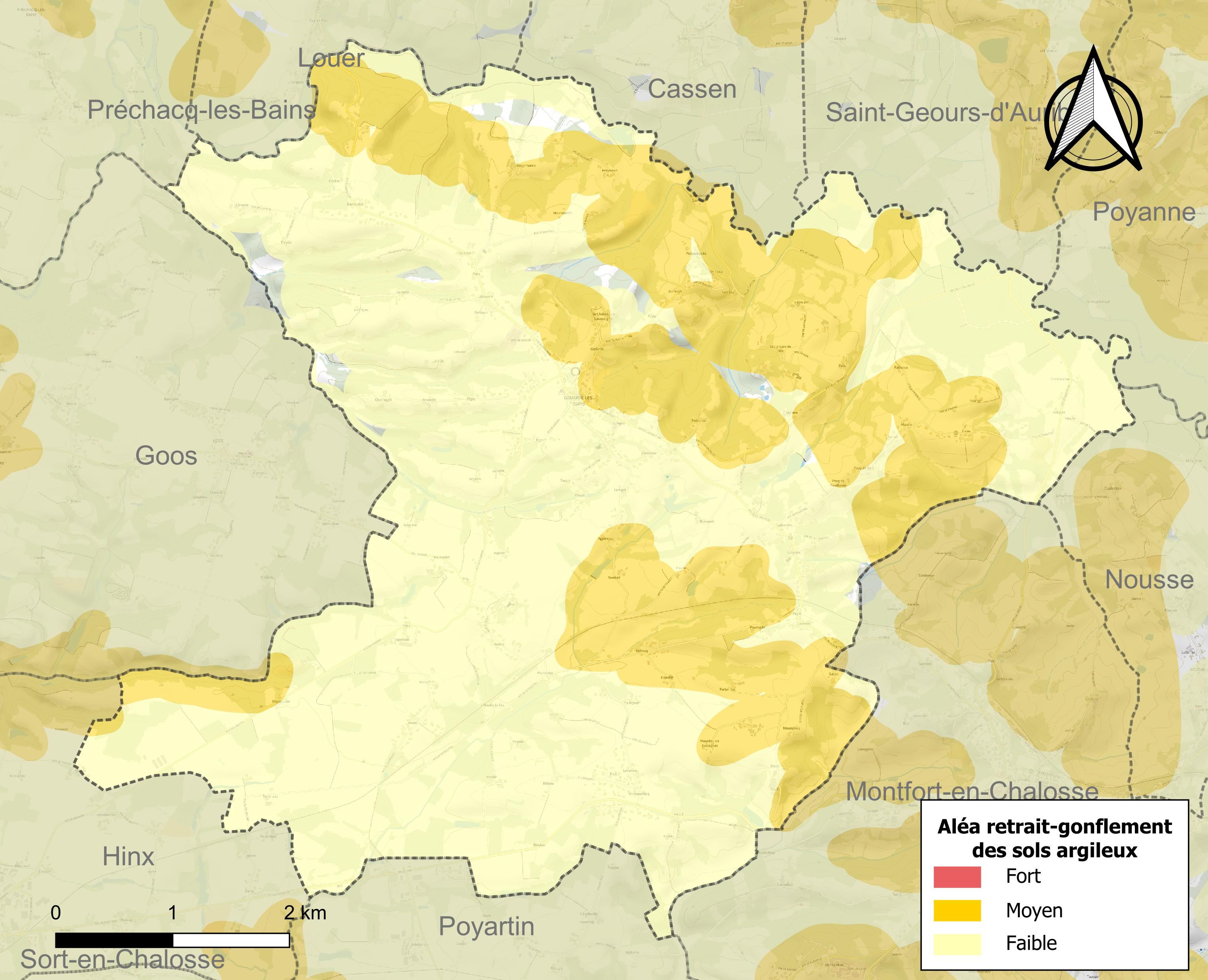
Carte des zones d'aléa retrait-gonflement des sols argileux de Gamarde-les-Bains.

Le retrait-gonflement des sols argileux est susceptible d'engendrer des dommages importants aux bâtiments en cas d’alternance de périodes de sécheresse et de pluie. 32,9 % de la superficie communale est en aléa moyen ou fort (19,2 % au niveau départemental et 48,5 % au niveau national). Sur les 552 bâtiments dénombrés sur la commune en 2019, 147 sont en aléa moyen ou fort, soit 27 %, à comparer aux 17 % au niveau départemental et 54 % au niveau national. Une cartographie de l'exposition du territoire national au retrait gonflement des sols argileux est disponible sur le site du BRGM,.
Concernant les mouvements de terrains, la commune a été reconnue en état de catastrophe naturelle au titre des dommages causés par des mouvements de terrain en 1983 et 1999.

## Toponymie
Très probablement la même origine que pour Gamarthe, connue pour ces sources ferrugineuses.[réf. nécessaire]

## Histoire
Gamarde-les-Bains est connu depuis longtemps pour son eau riche en soufre aux vertus dermatologiques, traitant notamment l'eczéma et les psoriasis.
En 1517, on observe les premières pratiques des bains à Gamarde. En 1802, le pharmacien Victor Meyrac publie un rapport montrant l'utilité de l'eau de Gamarde dans les affections dermatologiques. En 1841, l'eau thermale est reconnue par l'académie de Médecine.[réf. nécessaire] Au tournant du XXe siècle, Pierre-Eudoxe Dubalen publie une étude sur l'origine triasique des eaux sulfureuses de Gamarde. En 1924, Gamarde est la 2e station thermale de France après Dax.[réf. nécessaire]

## Politique et administration
| Période                                  | Période          | Identité                   | Étiquette | Qualité                   |
| ---------------------------------------- | ---------------- | -------------------------- | --------- | ------------------------- |
| Les données manquantes sont à compléter. |                  |                            |           |                           |
| 1800                                     | 1802             | Alexandre Defos du Rau     |           |                           |
| Les données manquantes sont à compléter. |                  |                            |           |                           |
| septembre 1821                           | 30 novembre 1833 | Jean Baptiste Defos du Rau |           |                           |
| Les données manquantes sont à compléter. |                  |                            |           |                           |
| 5 octobre 1837                           | 31 décembre 1844 | Jean Baptiste Defos du Rau |           |                           |
| Les données manquantes sont à compléter. |                  |                            |           |                           |
| 27 juin 1909                             | 1916             | Victor Defos du Rau        |           |                           |
| Les données manquantes sont à compléter. |                  |                            |           |                           |
| 1935                                     | 1947             | Joseph Defos du Rau        | MRP       |                           |
| Les données manquantes sont à compléter. |                  |                            |           |                           |
| 1983                                     | 2020             | André Cazaux               | DVG       | Retraité de l'agriculture |
| 2020                                     | En cours         | Jérôme Curutchet           |           |                           |

## Population et société

### Démographie
| 1793  | 1800  | 1806  | 1821  | 1831  | 1836  | 1841  | 1846  | 1851  |
| ----- | ----- | ----- | ----- | ----- | ----- | ----- | ----- | ----- |
| 1 151 | 1 136 | 1 194 | 1 203 | 1 345 | 1 315 | 1 336 | 1 330 | 1 294 |

| 1856  | 1861  | 1866  | 1872  | 1876  | 1881  | 1886  | 1891  | 1896  |
| ----- | ----- | ----- | ----- | ----- | ----- | ----- | ----- | ----- |
| 1 258 | 1 288 | 1 266 | 1 229 | 1 270 | 1 252 | 1 245 | 1 202 | 1 230 |

| 1901  | 1906  | 1911  | 1921  | 1926  | 1931  | 1936 | 1946  | 1954  |
| ----- | ----- | ----- | ----- | ----- | ----- | ---- | ----- | ----- |
| 1 231 | 1 231 | 1 222 | 1 076 | 1 055 | 1 010 | 985  | 1 009 | 1 008 |

| 1962 | 1968 | 1975 | 1982 | 1990 | 1999 | 2006 | 2008  | 2013  |
| ---- | ---- | ---- | ---- | ---- | ---- | ---- | ----- | ----- |
| 886  | 877  | 781  | 780  | 857  | 883  | 979  | 1 007 | 1 166 |

| 2018  | 2022  | - | - | - | - | - | - | - |
| ----- | ----- | - | - | - | - | - | - | - |
| 1 365 | 1 552 | - | - | - | - | - | - | - |

### Sports
- Dax Gamarde basket 40

## Culture locale et patrimoine

### Lieux et monuments
- Église Saint-Pierre de Gamarde-les-Bains
- Château de Behr
- Château de Hon du XVIe siècle.
- Château de Labeyrie
- Château de Lousteau
- Château du Rau
- Château de Soustra
- Arènes de Gamarde-les-Bains
- Moulin de Gamarde

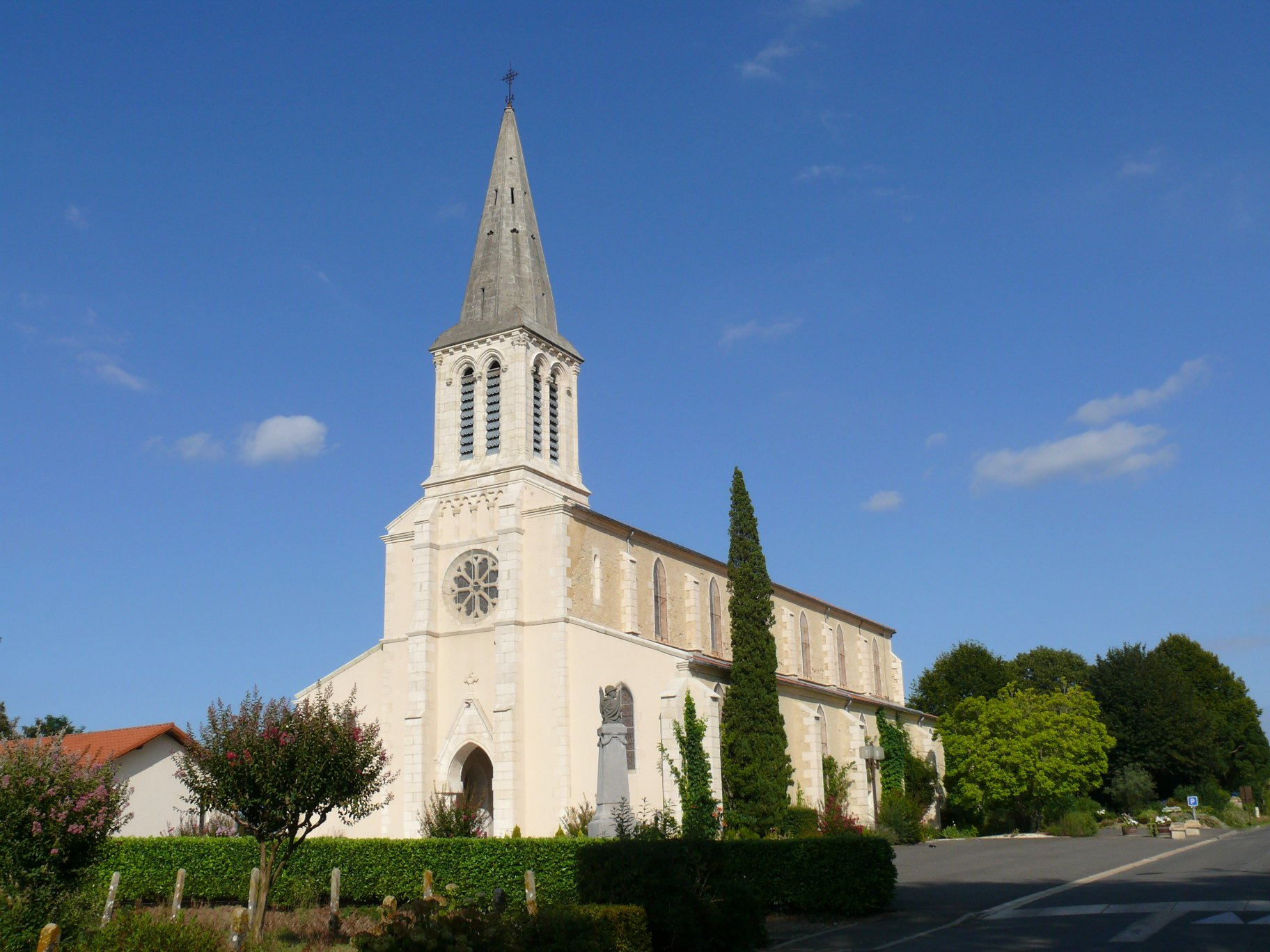
L'église Saint-Pierre.
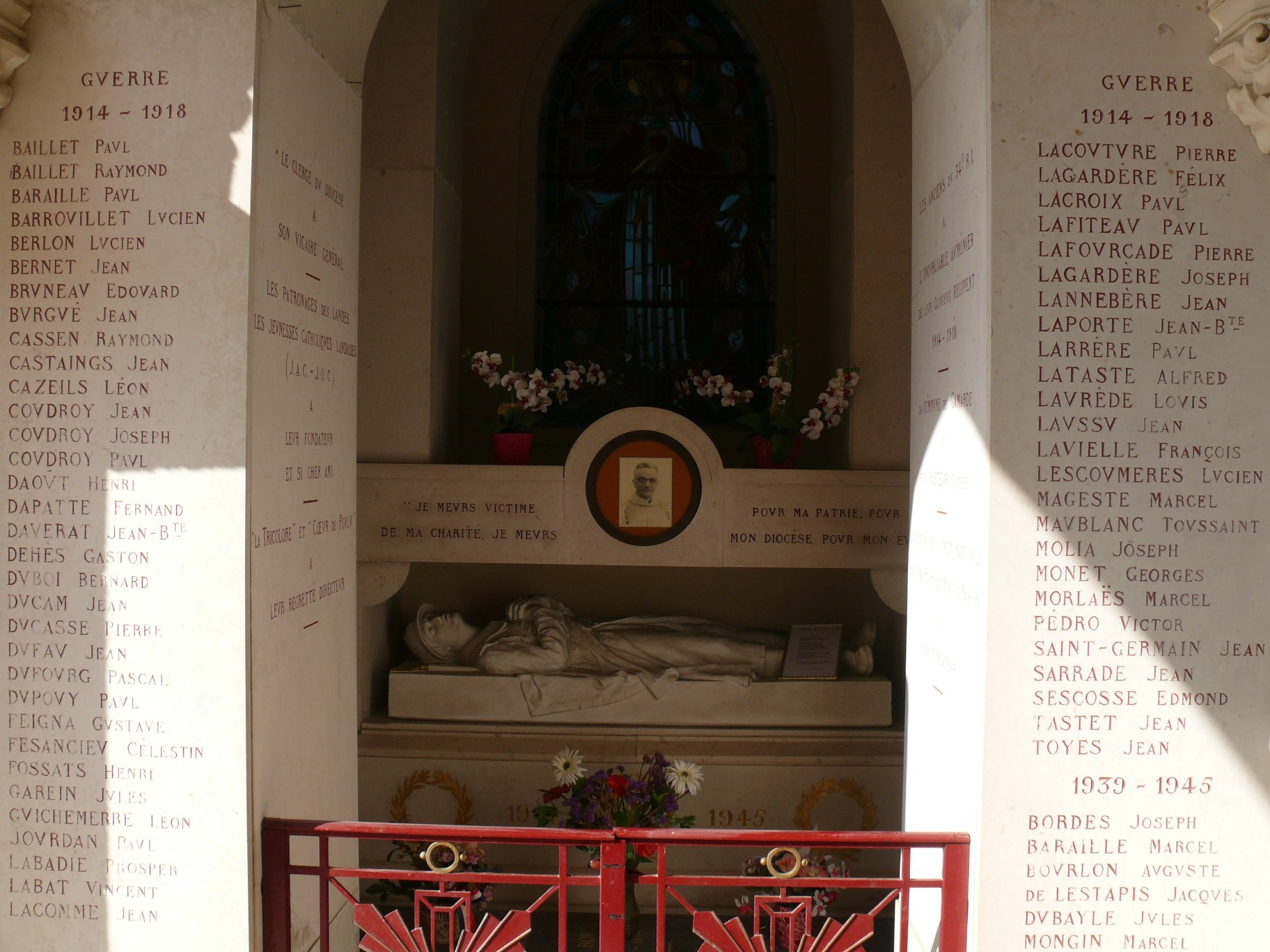
Monument aux morts dans l'église Saint-Pierre.
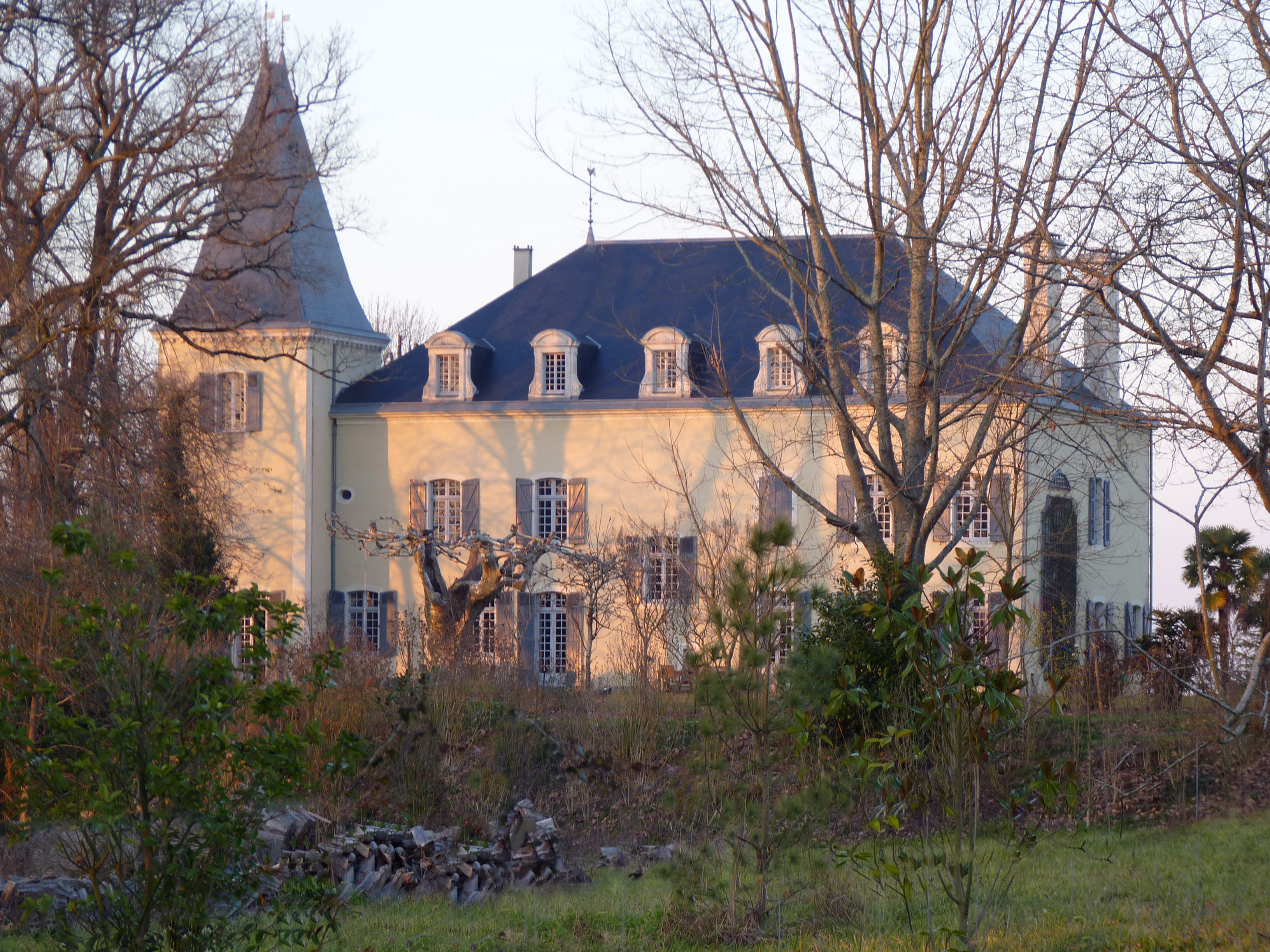
Château de Hon.
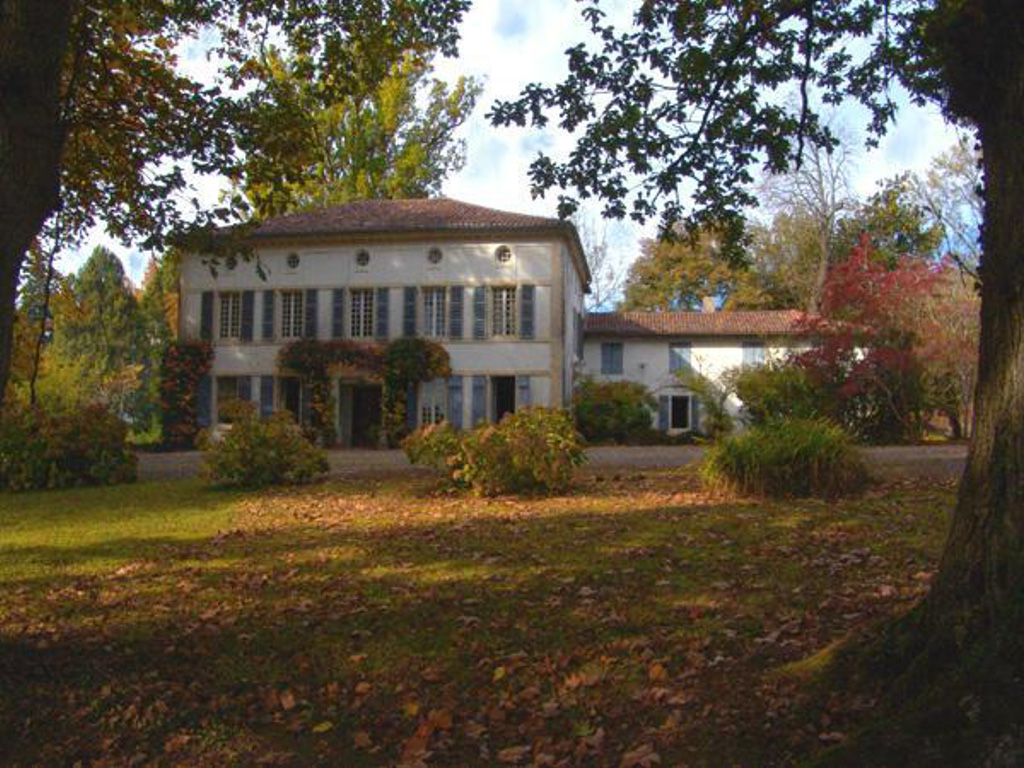
Château de Lousteau.

Patrimoine du XXe siècle / mur de l'atlantique. Une maison bourgeoise à 300 mètres du centre bourg possède un ensemble d'abris bétonnés allemands de la Seconde Guerre mondiale. À quelques mètres de l'habitation, un bunker pour 20 personnes construit en 1944 offre une protection contre les bombardements. Le long du chemin de terre reliant la maison au bourg, côté parc, on observe quatre entrées bétonnées d'un ensemble de cavernes inachevées en 1944 : il s'agit d'un projet de dépôt, de logement et d'hôpital pour l'Organisation Todt.

### Personnalités liées à la commune
- Joseph Defos du Rau, (1884-1970), avocat, député des Landes, maire de Gamarde-les-Bains de 1935 à 1947.
- Danielle Justes, née mai 1954 à Gamarde-les-Bains, artiste.